# مسجد حارة الحدادين
مسجد حارة الحدادين هو مسجد كان يقع في منتصف حارة الحدادين التي تمثل جزءاً من حارة النصارى في شمال غرب البلدة القديمة في القدس اليوم، والتي تقع فيها أيضاً كنيسة القيامة، يقابلها مسجد عمر بن الخطاب.
لم يعثر على المسجد ميدانياً، إذ يشير تقرير محفوظ في مؤسسة إحياء التراث والبحوث الإسلامية، وصادر عن وزارة الأوقاف في سنة 1944 أن هذا المسجد القديم والذي لا يستعمل للصلاة، كان يقع بجوار فرن حسن بيك الترجمان وكان يستعمله أصحاب الفرن لتخزين الحطب، وعندما قامت الأوقاف بمراجعة لأصحاب الفرن تم استرجاع مفتاح المسجد منهم. ولكن لم يعثر فريق البحث الميداني له على أثر.

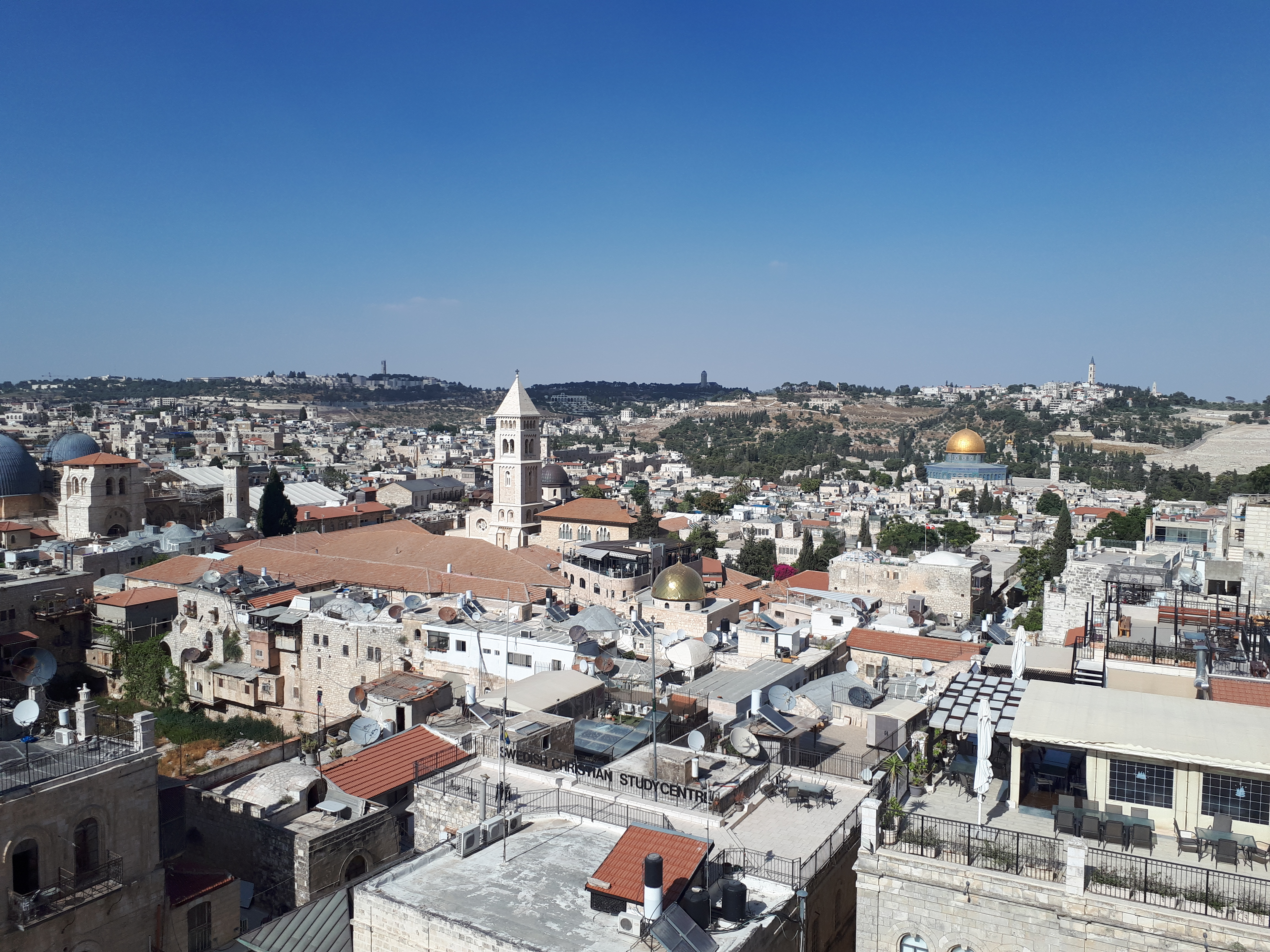
صورة تظهر جزءاً من حي النصارى

## روابط خارجية
- ملخص كامل لمعالم البلدة القديمة في القدس.
- مساجد البلدة القديمة في القدس.